# Tropicale Amissa Bongo 2016
La 11e édition de la Tropicale Amissa Bongo a eu lieu du 18 au 24 janvier 2016. La course fait partie du calendrier UCI Africa Tour 2016 en catégorie 2.1.
L'épreuve a été remportée par le Français Adrien Petit (Direct Énergie), vainqueur des troisième, cinquième et sixième étapes, six secondes devant l'Italien Andrea Palini (Skydive Dubai-Al Ahli Club), lauréat des première et deuxième étapes et 18 secondes devant son compatriote Anthony Delaplace (Fortuneo-Vital Concept).
Andrea Palini gagne le classement par points, l'Érythréen Aron Debretsion (équipe nationale d'Érythrée) celui de la montagne et son coéquipier et compatriote Tesfom Okbamariam celui des points chauds. L'Algérien Abderrahmane Bechlaghem (équipe nationale d'Algérie) termine meilleur jeune et le Rwandais Joseph Areruya (équipe nationale du Rwanda) s'adjuge le classement de la combativité. Tesfom Okbamariam finit meilleur coureur africain d'équipe nationale et Glenn Morvan Moulengui (équipe nationale du Gabon) meilleur coureur gabonais. Enfin la formation française Direct Énergie remporte le classement par équipes et l'équipe nationale d'Érythrée celle de meilleure équipe africaine.

## Présentation

### Équipes
Classée en catégorie 2.1 de l'UCI Africa Tour, la Tropicale Amissa Bongo est par conséquent ouverte aux WorldTeams dans la limite de 50 % des équipes participantes, aux équipes continentales professionnelles, aux équipes continentales et aux équipes nationales.
Quatorze équipes participent à cette Tropicale Amissa Bongo - trois équipes continentales professionnelles, deux équipes continentales et neuf équipes nationales :
| Équipes continentales professionnelles | Équipes continentales professionnelles | Équipes continentales professionnelles |
| Nom de l'équipe                        | Pays                                   | Code                                   |
| -------------------------------------- | -------------------------------------- | -------------------------------------- |
| Direct Énergie                         | France                                 | DEN                                    |
| Fortuneo-Vital Concept                 | France                                 | FVC                                    |
| Funvic Soul Cycles-Carrefour           | Brésil                                 | FSC                                    |

| Équipes continentales      | Équipes continentales | Équipes continentales |
| Nom de l'équipe            | Pays                  | Code                  |
| -------------------------- | --------------------- | --------------------- |
| Skydive Dubai-Al Ahli Club | Émirats arabes unis   | SKD                   |
| Stradalli-Bike Aid         | Allemagne             | BAI                   |

| Équipes nationales                | Équipes nationales | Équipes nationales |
| Nom de l'équipe                   | Pays               | Code               |
| --------------------------------- | ------------------ | ------------------ |
| Équipe nationale d'Algérie        | Algérie            | ALG                |
| Équipe nationale du Burkina Faso  | Burkina Faso       | BUR                |
| Équipe nationale du Cameroun      | Cameroun           | CMR                |
| Équipe nationale de Côte d'Ivoire | Côte d'Ivoire      | CIV                |
| Équipe nationale d'Érythrée       | Érythrée           | ERI                |
| Équipe nationale d’Éthiopie       | Éthiopie           | ETH                |
| Équipe nationale du Gabon         | Gabon              | GAB                |
| Équipe nationale du Maroc         | Maroc              | MAR                |
| Équipe nationale du Rwanda        | Rwanda             | RWA                |

## Étapes
| Étape     | Date     | Villes étapes             | type                        | Distance (km) | Vainqueur d'étape  | Leader du classement général |
| --------- | -------- | ------------------------- | --------------------------- | ------------- | ------------------ | ---------------------------- |
| 1re étape | 18 janv. | Kango – Lambaréné         | étape de plaine             | 146,6         | Andrea Palini      | Andrea Palini                |
| 2e étape  | 19 janv. | Fougamou – Mouila         | étape de plaine             | 105,8         | Andrea Palini      | Andrea Palini                |
| 3e étape  | 20 janv. | Lambaréné – Ndjolé        | étape vallonnée             | 129,5         | Adrien Petit       | Andrea Palini                |
| 4e étape  | 21 janv. | Oyem – Ambam (CMR)        | étape de plaine             | 141,4         | Adil Jelloul       | Andrea Palini                |
| 5e étape  | 22 janv. | Meyo-Kie – Oyem           | étape de plaine             | 118,6         | Adrien Petit       | Tesfom Okubamariam           |
| 6e étape  | 23 janv. | Kango – Libreville        | contre-la-montre individuel | 4,1           | Adrien Petit       | Adrien Petit                 |
| 7e étape  | 24 janv. | Cap Estérias – Libreville | étape de plaine             | 132           | Yauheni Hutarovich | Adrien Petit                 |

## Déroulement de la course

### 1reétape
| Classement de l'étape | Classement de l'étape | Classement de l'étape | Classement de l'étape       | Classement de l'étape |
|                       | Coureur               | Pays                  | Équipe                      | Temps                 |
| --------------------- | --------------------- | --------------------- | --------------------------- | --------------------- |
| 1er                   | Andrea Palini         | Italie                | Skydive Dubai-Al Ahli Club  | en 3 h 28 min 18 s    |
| 2e                    | Yauheni Hutarovich    | Biélorussie           | Fortuneo-Vital Concept      | m.t                   |
| 3e                    | Adrien Petit          | France                | Direct Énergie              | m.t                   |
| 4e                    | Yohann Gène           | France                | Direct Énergie              | m.t                   |
| 5e                    | Armindo Fonseca       | France                | Fortuneo-Vital Concept      | m.t                   |
| 6e                    | Tesfom Okbamariam     | Érythrée              | Équipe nationale d'Érythrée | m.t                   |
| 7e                    | Benoît Jarrier        | France                | Fortuneo-Vital Concept      | m.t                   |
| 8e                    | Elias Afewerki        | Érythrée              | Équipe nationale d'Érythrée | m.t                   |
| 9e                    | Anthony Delaplace     | France                | Fortuneo-Vital Concept      | m.t                   |
| 10e                   | Fisseha Belay         | Éthiopie              | Équipe nationale d'Éthiopie | m.t                   |
| modifier              |                       |                       |                             |                       |

| Classement général | Classement général | Classement général | Classement général          | Classement général |
|                    | Coureur            | Pays               | Équipe                      | Temps              |
| ------------------ | ------------------ | ------------------ | --------------------------- | ------------------ |
| 1er                | Andrea Palini      | Italie             | Skydive Dubai-Al Ahli Club  | en 3 h 28 min 8 s  |
| 2e                 | Yauheni Hutarovich | Biélorussie        | Fortuneo-Vital Concept      | + 4 s              |
| 3e                 | Adrien Petit       | France             | Direct Énergie              | + 6 s              |
| 4e                 | Elias Afewerki     | Érythrée           | Équipe nationale d'Érythrée | + 8 s              |
| 5e                 | Benoît Jarrier     | France             | Fortuneo-Vital Concept      | + 9 s              |
| 6e                 | Yohann Gène        | France             | Direct Énergie              | + 10 s             |
| 7e                 | Armindo Fonseca    | France             | Fortuneo-Vital Concept      | + 10 s             |
| 8e                 | Tesfom Okbamariam  | Érythrée           | Équipe nationale d'Érythrée | + 10 s             |
| 9e                 | Anthony Delaplace  | France             | Fortuneo-Vital Concept      | + 10 s             |
| 10e                | Fisseha Belay      | Éthiopie           | Équipe nationale d'Éthiopie | + 10 s             |
| modifier           |                    |                    |                             |                    |

### 2eétape
| Classement de l'étape | Classement de l'étape   | Classement de l'étape | Classement de l'étape       | Classement de l'étape |
|                       | Coureur                 | Pays                  | Équipe                      | Temps                 |
| --------------------- | ----------------------- | --------------------- | --------------------------- | --------------------- |
| 1er                   | Andrea Palini           | Italie                | Skydive Dubai-Al Ahli Club  | en 2 h 23 min 3 s     |
| 2e                    | Yauheni Hutarovich      | Biélorussie           | Fortuneo-Vital Concept      | m.t                   |
| 3e                    | Meron Teshome           | Érythrée              | Stradalli-Bike Aid          | m.t                   |
| 4e                    | Yohann Gène             | France                | Direct Énergie              | m.t                   |
| 5e                    | Tesfom Okbamariam       | Érythrée              | Équipe nationale d'Érythrée | m.t                   |
| 6e                    | Joschka Beck            | Allemagne             | Stradalli-Bike Aid          | m.t                   |
| 7e                    | Abderrahmane Bechlaghem | Algérie               | Équipe nationale d'Algérie  | m.t                   |
| 8e                    | Steven Tronet           | France                | Fortuneo-Vital Concept      | m.t                   |
| 9e                    | Armindo Fonseca         | France                | Fortuneo-Vital Concept      | m.t                   |
| 10e                   | Mouhssine Lahsaini      | Maroc                 | Équipe nationale du Maroc   | m.t                   |
| modifier              |                         |                       |                             |                       |

| Classement général | Classement général    | Classement général | Classement général          | Classement général |
|                    | Coureur               | Pays               | Équipe                      | Temps              |
| ------------------ | --------------------- | ------------------ | --------------------------- | ------------------ |
| 1er                | Andrea Palini         | Italie             | Skydive Dubai-Al Ahli Club  | en 5 h 51 min 1 s  |
| 2e                 | Yauheni Hutarovich    | Biélorussie        | Fortuneo-Vital Concept      | + 8 s              |
| 3e                 | Jean Bosco Nsengimana | Rwanda             | Stradalli-Bike Aid          | + 14 s             |
| 4e                 | Tesfom Okbamariam     | Érythrée           | Équipe nationale d'Érythrée | + 16 s             |
| 5e                 | Meron Teshome         | Érythrée           | Stradalli-Bike Aid          | + 16 s             |
| 6e                 | Adrien Petit          | France             | Direct Énergie              | + 16 s             |
| 7e                 | Elias Afewerki        | Érythrée           | Équipe nationale d'Érythrée | + 18 s             |
| 8e                 | Benoît Jarrier        | France             | Fortuneo-Vital Concept      | + 19 s             |
| 9e                 | Amanuel Million       | Érythrée           | Équipe nationale d'Érythrée | + 19 s             |
| 10e                | Yohann Gène           | France             | Direct Énergie              | + 20 s             |
| modifier           |                       |                    |                             |                    |

### 3eétape
| Classement de l'étape | Classement de l'étape | Classement de l'étape | Classement de l'étape       | Classement de l'étape |
|                       | Coureur               | Pays                  | Équipe                      | Temps                 |
| --------------------- | --------------------- | --------------------- | --------------------------- | --------------------- |
| 1er                   | Adrien Petit          | France                | Direct Énergie              | en 3 h 3 min 44 s     |
| 2e                    | Benoît Jarrier        | France                | Fortuneo-Vital Concept      | + 0 s                 |
| 3e                    | Andrea Palini         | Italie                | Skydive Dubai-Al Ahli Club  | + 0 s                 |
| 4e                    | Armindo Fonseca       | France                | Fortuneo-Vital Concept      | + 0 s                 |
| 5e                    | Nikodemus Holler      | Allemagne             | Stradalli-Bike Aid          | + 1 s                 |
| 6e                    | Anthony Delaplace     | France                | Fortuneo-Vital Concept      | + 1 s                 |
| 7e                    | Elias Afewerki        | Érythrée              | Équipe nationale d'Érythrée | + 1 s                 |
| 8e                    | Tesfom Okbamariam     | Érythrée              | Équipe nationale d'Érythrée | + 1 s                 |
| 9e                    | Jean-Claude Uwizeye   | Rwanda                | Équipe nationale du Rwanda  | + 1 s                 |
| 10e                   | Soufiane Haddi        | Maroc                 | Skydive Dubai-Al Ahli Club  | + 1 s                 |
| modifier              |                       |                       |                             |                       |

| Classement général | Classement général | Classement général | Classement général          | Classement général |
|                    | Coureur            | Pays               | Équipe                      | Temps              |
| ------------------ | ------------------ | ------------------ | --------------------------- | ------------------ |
| 1er                | Andrea Palini      | Italie             | Skydive Dubai-Al Ahli Club  | en 8 h 54 min 41 s |
| 2e                 | Adrien Petit       | France             | Direct Énergie              | + 10 s             |
| 3e                 | Tesfom Okbamariam  | Érythrée           | Équipe nationale d'Érythrée | + 16 s             |
| 4e                 | Benoît Jarrier     | France             | Fortuneo-Vital Concept      | + 17 s             |
| 5e                 | Elias Afewerki     | Érythrée           | Équipe nationale d'Érythrée | + 23 s             |
| 6e                 | Armindo Fonseca    | France             | Fortuneo-Vital Concept      | + 24 s             |
| 7e                 | Anthony Delaplace  | France             | Fortuneo-Vital Concept      | + 25 s             |
| 8e                 | Nikodemus Holler   | Allemagne          | Stradalli-Bike Aid          | + 25 s             |
| 9e                 | Soufiane Haddi     | Maroc              | Skydive Dubai-Al Ahli Club  | + 25 s             |
| 10e                | Bryan Nauleau      | France             | Direct Énergie              | + 25 s             |
| modifier           |                    |                    |                             |                    |

### 4eétape
| Classement de l'étape | Classement de l'étape | Classement de l'étape | Classement de l'étape        | Classement de l'étape |
|                       | Coureur               | Pays                  | Équipe                       | Temps                 |
| --------------------- | --------------------- | --------------------- | ---------------------------- | --------------------- |
| 1er                   | Adil Jelloul          | Maroc                 | Skydive Dubai-Al Ahli Club   | en 3 h 23 min 43 s    |
| 2e                    | Joseph Areruya        | Rwanda                | Équipe nationale du Rwanda   | + 0 s                 |
| 3e                    | Salaheddine Mraouni   | Maroc                 | Équipe nationale du Maroc    | + 0 s                 |
| 4e                    | Anthony Delaplace     | France                | Fortuneo-Vital Concept       | + 0 s                 |
| 5e                    | Tesfom Okbamariam     | Érythrée              | Équipe nationale d'Érythrée  | + 3 s                 |
| 6e                    | Magno Nazaret         | Brésil                | Funvic Soul Cycles-Carrefour | + 3 s                 |
| 7e                    | Alexandre Pichot      | France                | Direct Énergie               | + 3 s                 |
| 8e                    | Aron Debretsion       | Érythrée              | Équipe nationale d'Érythrée  | + 3 s                 |
| 9e                    | Joschka Beck          | Allemagne             | Stradalli-Bike Aid           | + 3 s                 |
| 10e                   | Elias Afewerki        | Érythrée              | Équipe nationale d'Érythrée  | + 3 s                 |
| modifier              |                       |                       |                              |                       |

| Classement général | Classement général | Classement général | Classement général          | Classement général  |
|                    | Coureur            | Pays               | Équipe                      | Temps               |
| ------------------ | ------------------ | ------------------ | --------------------------- | ------------------- |
| 1er                | Andrea Palini      | Italie             | Skydive Dubai-Al Ahli Club  | en 12 h 18 min 37 s |
| 2e                 | Tesfom Okbamariam  | Érythrée           | Équipe nationale d'Érythrée | + 6 s               |
| 3e                 | Adrien Petit       | France             | Direct Énergie              | + 10 s              |
| 4e                 | Anthony Delaplace  | France             | Fortuneo-Vital Concept      | + 12 s              |
| 5e                 | Elias Afewerki     | Érythrée           | Équipe nationale d'Érythrée | + 13 s              |
| 6e                 | Adil Jelloul       | Maroc              | Skydive Dubai-Al Ahli Club  | + 16 s              |
| 7e                 | Benoît Jarrier     | France             | Fortuneo-Vital Concept      | + 17 s              |
| 8e                 | Armindo Fonseca    | France             | Fortuneo-Vital Concept      | + 24 s              |
| 9e                 | Nikodemus Holler   | Allemagne          | Stradalli-Bike Aid          | + 25 s              |
| 10e                | Bryan Nauleau      | France             | Direct Énergie              | + 25 s              |
| modifier           |                    |                    |                             |                     |

### 5eétape
| Classement de l'étape | Classement de l'étape | Classement de l'étape | Classement de l'étape       | Classement de l'étape |
|                       | Coureur               | Pays                  | Équipe                      | Temps                 |
| --------------------- | --------------------- | --------------------- | --------------------------- | --------------------- |
| 1er                   | Adrien Petit          | France                | Direct Énergie              | en 2 h 50 min 47 s    |
| 2e                    | Armindo Fonseca       | France                | Fortuneo-Vital Concept      | m.t                   |
| 3e                    | Tesfom Okbamariam     | Érythrée              | Équipe nationale d'Érythrée | m.t                   |
| 4e                    | Yauheni Hutarovich    | Biélorussie           | Fortuneo-Vital Concept      | m.t                   |
| 5e                    | Meron Teshome         | Érythrée              | Stradalli-Bike Aid          | m.t                   |
| 6e                    | Andrea Palini         | Italie                | Skydive Dubai-Al Ahli Club  | m.t                   |
| 7e                    | Benoît Jarrier        | France                | Fortuneo-Vital Concept      | m.t                   |
| 8e                    | Jean Bosco Nsengimana | Rwanda                | Stradalli-Bike Aid          | m.t                   |
| 9e                    | Soufiane Haddi        | Maroc                 | Skydive Dubai-Al Ahli Club  | m.t                   |
| 10e                   | Anthony Delaplace     | France                | Fortuneo-Vital Concept      | m.t                   |
| modifier              |                       |                       |                             |                       |

| Classement général | Classement général | Classement général | Classement général          | Classement général |
|                    | Coureur            | Pays               | Équipe                      | Temps              |
| ------------------ | ------------------ | ------------------ | --------------------------- | ------------------ |
| 1er                | Tesfom Okbamariam  | Érythrée           | Équipe nationale d'Érythrée | en 15 h 9 min 23 s |
| 2e                 | Andrea Palini      | Italie             | Skydive Dubai-Al Ahli Club  | + 1 s              |
| 3e                 | Adrien Petit       | France             | Direct Énergie              | + 1 s              |
| 4e                 | Anthony Delaplace  | France             | Fortuneo-Vital Concept      | + 13 s             |
| 5e                 | Elias Afewerki     | Érythrée           | Équipe nationale d'Érythrée | + 13 s             |
| 6e                 | Adil Jelloul       | Maroc              | Skydive Dubai-Al Ahli Club  | + 15 s             |
| 7e                 | Benoît Jarrier     | France             | Fortuneo-Vital Concept      | + 18 s             |
| 8e                 | Armindo Fonseca    | France             | Fortuneo-Vital Concept      | + 19 s             |
| 9e                 | Nikodemus Holler   | Allemagne          | Stradalli-Bike Aid          | + 26 s             |
| 10e                | Soufiane Haddi     | Maroc              | Skydive Dubai-Al Ahli Club  | + 26 s             |
| modifier           |                    |                    |                             |                    |

### 6eétape
| Classement de l'étape | Classement de l'étape | Classement de l'étape | Classement de l'étape        | Classement de l'étape |
|                       | Coureur               | Pays                  | Équipe                       | Temps                 |
| --------------------- | --------------------- | --------------------- | ---------------------------- | --------------------- |
| 1er                   | Adrien Petit          | France                | Direct Énergie               | en 5 min 15 s         |
| 2e                    | Anthony Delaplace     | France                | Fortuneo-Vital Concept       | + 2 s                 |
| 3e                    | Tony Hurel            | France                | Direct Énergie               | + 7 s                 |
| 4e                    | Bryan Nauleau         | France                | Direct Énergie               | + 9 s                 |
| 5e                    | Flávio Cardoso        | Brésil                | Funvic Soul Cycles-Carrefour | + 9 s                 |
| 6e                    | Andrea Palini         | Italie                | Skydive Dubai-Al Ahli Club   | + 12 s                |
| 7e                    | Brice Feillu          | France                | Fortuneo-Vital Concept       | + 12 s                |
| 8e                    | Thomas Voeckler       | France                | Direct Énergie               | + 12 s                |
| 9e                    | Francisco Mancebo     | Espagne               | Skydive Dubai-Al Ahli Club   | + 14 s                |
| 10e                   | Yohann Gène           | France                | Direct Énergie               | + 14 s                |
| modifier              |                       |                       |                              |                       |

| Classement général | Classement général | Classement général | Classement général          | Classement général  |
|                    | Coureur            | Pays               | Équipe                      | Temps               |
| ------------------ | ------------------ | ------------------ | --------------------------- | ------------------- |
| 1er                | Adrien Petit       | France             | Direct Énergie              | en 15 h 14 min 39 s |
| 2e                 | Andrea Palini      | Italie             | Skydive Dubai-Al Ahli Club  | + 12 s              |
| 3e                 | Anthony Delaplace  | France             | Fortuneo-Vital Concept      | + 14 s              |
| 4e                 | Tesfom Okbamariam  | Érythrée           | Équipe nationale d'Érythrée | + 20 s              |
| 5e                 | Adil Jelloul       | Maroc              | Skydive Dubai-Al Ahli Club  | + 31 s              |
| 6e                 | Armindo Fonseca    | France             | Fortuneo-Vital Concept      | + 34 s              |
| 7e                 | Bryan Nauleau      | France             | Direct Énergie              | + 34 s              |
| 8e                 | Benoît Jarrier     | France             | Fortuneo-Vital Concept      | + 36 s              |
| 9e                 | Soufiane Haddi     | Maroc              | Skydive Dubai-Al Ahli Club  | + 42 s              |
| 10e                | Elias Afewerki     | Érythrée           | Équipe nationale d'Érythrée | + 42 s              |
| modifier           |                    |                    |                             |                     |

### 7eétape
| Classement de l'étape | Classement de l'étape | Classement de l'étape | Classement de l'étape        | Classement de l'étape |
|                       | Coureur               | Pays                  | Équipe                       | Temps                 |
| --------------------- | --------------------- | --------------------- | ---------------------------- | --------------------- |
| 1er                   | Yauheni Hutarovich    | Biélorussie           | Fortuneo-Vital Concept       | en 2 h 57 min 16 s    |
| 2e                    | Andrea Palini         | Italie                | Skydive Dubai-Al Ahli Club   | m.t                   |
| 3e                    | Armindo Fonseca       | France                | Fortuneo-Vital Concept       | m.t                   |
| 4e                    | Francisco Chamorro    | Argentine             | Funvic Soul Cycles-Carrefour | m.t                   |
| 5e                    | Adrien Petit          | France                | Direct Énergie               | m.t                   |
| 6e                    | Meron Teshome         | Érythrée              | Stradalli-Bike Aid           | m.t                   |
| 7e                    | Jean-Claude Uwizeye   | Rwanda                | Équipe nationale du Rwanda   | m.t                   |
| 8e                    | Tesfom Okbamariam     | Érythrée              | Équipe nationale d'Érythrée  | m.t                   |
| 9e                    | Soufiane Haddi        | Maroc                 | Skydive Dubai-Al Ahli Club   | m.t                   |
| 10e                   | Benoît Jarrier        | France                | Fortuneo-Vital Concept       | m.t                   |
| modifier              |                       |                       |                              |                       |

## Classements finals

### Classement général final
| Classement général final | Classement général final | Classement général final | Classement général final    | Classement général final |
|                          | Coureur                  | Pays                     | Équipe                      | Temps                    |
| ------------------------ | ------------------------ | ------------------------ | --------------------------- | ------------------------ |
| 1er                      | Adrien Petit             | France                   | Direct Énergie              | en 18 h 11 min 50 s      |
| 2e                       | Andrea Palini            | Italie                   | Skydive Dubai-Al Ahli Club  | + 6 s                    |
| 3e                       | Anthony Delaplace        | France                   | Fortuneo-Vital Concept      | + 18 s                   |
| 4e                       | Tesfom Okbamariam        | Érythrée                 | Équipe nationale d'Érythrée | + 25 s                   |
| 5e                       | Armindo Fonseca          | France                   | Fortuneo-Vital Concept      | + 35 s                   |
| 6e                       | Adil Jelloul             | Maroc                    | Skydive Dubai-Al Ahli Club  | + 36 s                   |
| 7e                       | Benoît Jarrier           | France                   | Fortuneo-Vital Concept      | + 38 s                   |
| 8e                       | Bryan Nauleau            | France                   | Direct Énergie              | + 38 s                   |
| 9e                       | Soufiane Haddi           | Maroc                    | Skydive Dubai-Al Ahli Club  | + 47 s                   |
| 10e                      | Elias Afewerki           | Érythrée                 | Équipe nationale d'Érythrée | + 47 s                   |
| modifier                 |                          |                          |                             |                          |

### Classements annexes
| Classement par points | Classement par points | Classement par points | Classement par points      | Classement par points |
| --------------------- | --------------------- | --------------------- | -------------------------- | --------------------- |
|                       | Coureur               | Pays                  | Équipe                     | Point(s)              |
| 1er                   | Andrea Palini         | Italie                | Skydive Dubai-Al Ahli Club | 157 points            |
| 2e                    | Adrien Petit          | France                | Direct Énergie             | 144 pts               |
| 3e                    | Armindo Fonseca       | France                | Fortuneo-Vital Concept     | 121 pts               |
| modifier              |                       |                       |                            |                       |

| Classement de la montagne | Classement de la montagne | Classement de la montagne | Classement de la montagne   | Classement de la montagne |
| ------------------------- | ------------------------- | ------------------------- | --------------------------- | ------------------------- |
|                           | Coureur                   | Pays                      | Équipe                      | Point(s)                  |
| 1er                       | Aron Debretsion           | Érythrée                  | Équipe nationale d'Érythrée | 18 points                 |
| 2e                        | Patrick Byukusenge        | Rwanda                    | Équipe nationale du Rwanda  | 16 pts                    |
| 3e                        | Temesgen Buru             | Éthiopie                  | Équipe nationale d’Éthiopie | 15 pts                    |
| modifier                  |                           |                           |                             |                           |

| Classement des points chauds | Classement des points chauds | Classement des points chauds | Classement des points chauds | Classement des points chauds |
| ---------------------------- | ---------------------------- | ---------------------------- | ---------------------------- | ---------------------------- |
|                              | Coureur                      | Pays                         | Équipe                       | Point(s)                     |
| 1er                          | Tesfom Okbamariam            | Érythrée                     | Équipe nationale d'Érythrée  | 12 points                    |
| 2e                           | Abdelati Saadoune            | Maroc                        | Équipe nationale du Maroc    | 10 pts                       |
| 3e                           | Jean Bosco Nsengimana        | Rwanda                       | Stradalli-Bike Aid           | 8 pts                        |
| modifier                     |                              |                              |                              |                              |

| Classement du meilleur jeune | Classement du meilleur jeune | Classement du meilleur jeune | Classement du meilleur jeune | Classement du meilleur jeune |
|                              | Coureur                      | Pays                         | Équipe                       | Temps                        |
| ---------------------------- | ---------------------------- | ---------------------------- | ---------------------------- | ---------------------------- |
| 1er                          | Abderrahmane Bechlaghem      | Algérie                      | Équipe nationale d'Algérie   | en 18 h 12 min 56 s          |
| 2e                           | Hafetab Weldu                | Éthiopie                     | Équipe nationale d’Éthiopie  | + 2 s                        |
| 3e                           | Jean-Claude Uwizeye          | Rwanda                       | Équipe nationale du Rwanda   | + 32 s                       |
| modifier                     |                              |                              |                              |                              |

| Classement de la combativité | Classement de la combativité | Classement de la combativité | Classement de la combativité | Classement de la combativité |
| ---------------------------- | ---------------------------- | ---------------------------- | ---------------------------- | ---------------------------- |
|                              | Coureur                      | Pays                         | Équipe                       | Point(s)                     |
| 1er                          | Joseph Areruya               | Rwanda                       | Équipe nationale du Rwanda   | 8 points                     |
| 2e                           | Jean Bosco Nsengimana        | Rwanda                       | Stradalli-Bike Aid           | 7 pts                        |
| 3e                           | Mohamed Er Rafai             | Maroc                        | Équipe nationale du Maroc    | 7 pts                        |
| modifier                     |                              |                              |                              |                              |

| Classement du meilleur coureur africain d'équipe nationale | Classement du meilleur coureur africain d'équipe nationale | Classement du meilleur coureur africain d'équipe nationale | Classement du meilleur coureur africain d'équipe nationale | Classement du meilleur coureur africain d'équipe nationale |
|                                                            | Coureur                                                    | Pays                                                       | Équipe                                                     | Temps                                                      |
| ---------------------------------------------------------- | ---------------------------------------------------------- | ---------------------------------------------------------- | ---------------------------------------------------------- | ---------------------------------------------------------- |
| 1er                                                        | Tesfom Okbamariam                                          | Érythrée                                                   | Équipe nationale d'Érythrée                                | en 18 h 12 min 15 s                                        |
| 2e                                                         | Elias Afewerki                                             | Érythrée                                                   | Équipe nationale d'Érythrée                                | + 22 s                                                     |
| 3e                                                         | Abderrahmane Bechlaghem                                    | Algérie                                                    | Équipe nationale d'Algérie                                 | + 41 s                                                     |
| modifier                                                   |                                                            |                                                            |                                                            |                                                            |

| Classement du meilleur coureur gabonais | Classement du meilleur coureur gabonais | Classement du meilleur coureur gabonais | Classement du meilleur coureur gabonais | Classement du meilleur coureur gabonais |
|                                         | Coureur                                 | Pays                                    | Équipe                                  | Temps                                   |
| --------------------------------------- | --------------------------------------- | --------------------------------------- | --------------------------------------- | --------------------------------------- |
| 1er                                     | Glenn Morvan Moulengui                  | Gabon                                   | Équipe nationale du Gabon               | en 18 h 24 min 11 s                     |
| 2e                                      | Geoffroy Ngandamba                      | Gabon                                   | Équipe nationale du Gabon               | + 6 min 25 s                            |
| 3e                                      | Cédric Tchouta                          | Gabon                                   | Équipe nationale du Gabon               | + 7 min 52 s                            |
| modifier                                |                                         |                                         |                                         |                                         |

| Classement par équipes | Classement par équipes     | Classement par équipes | Classement par équipes |
|                        | Équipe                     | Pays                   | Temps                  |
| ---------------------- | -------------------------- | ---------------------- | ---------------------- |
| 1re                    | Direct Énergie             | France                 | en 54 h 37 min 10 s    |
| 2e                     | Fortuneo-Vital Concept     | France                 | + 4 s                  |
| 3e                     | Skydive Dubai-Al Ahli Club | Émirats arabes unis    | + 24 s                 |
| modifier               |                            |                        |                        |

| \| Classement par équipes africaines[13] \| Classement par équipes africaines[13] \| Classement par équipes africaines[13] \| Classement par équipes africaines[13] \| \| \| Équipe \| Pays \| Temps \| \| ------------------------------------- \| ------------------------------------- \| ------------------------------------- \| ------------------------------------- \| \| 1re \| Équipe nationale d'Érythrée \| Érythrée \| en 54 h 40 min 5 s \| \| 2e \| Équipe nationale d’Éthiopie \| Éthiopie \| + 3 min 8 s \| \| 3e \| Équipe nationale du Maroc \| Maroc \| + 3 min 14 s \| \| modifier \| \| \| \| |                             |          |                    |
| Classement par équipes africaines |                             |          |                    |
| | Équipe                      | Pays     | Temps              |
| 1re | Équipe nationale d'Érythrée | Érythrée | en 54 h 40 min 5 s |
| 2e | Équipe nationale d’Éthiopie | Éthiopie | + 3 min 8 s        |
| 3e | Équipe nationale du Maroc   | Maroc    | + 3 min 14 s       |
| modifier |                             |          |                    |

### UCI Africa Tour
Cette Tropicale Amissa Bongo attribue des points pour l'UCI Africa Tour 2016. De plus la course donne le même nombre de points individuellement à tous les coureurs pour le Classement mondial UCI 2016.
| Position           | 1er | 2e | 3e | 4e | 5e | 6e | 7e | 8e | 9e | 10e | 11e | 12e | 13e à 15e | 16e à 25e |
| Classement général | 125 | 85 | 70 | 60 | 50 | 40 | 35 | 30 | 25 | 20  | 15  | 10  | 5         | 3         |
| Par étape          | 14  | 5  | 3  |    |    |    |    |    |    |     |     |     |           |           |
| Leader, par étape  | 3   |    |    |    |    |    |    |    |    |     |     |     |           |           |

| Cycliste                | Équipe                       | Général | Étape | Leader | Total |
| ----------------------- | ---------------------------- | ------- | ----- | ------ | ----- |
| Adrien Petit            | Direct Énergie               | 125     | 45    | 3      | 173   |
| Andrea Palini           | Skydive Dubai-Al Ahli Club   | 85      | 36    | 12     | 133   |
| Anthony Delaplace       | Fortuneo-Vital Concept       | 70      | 5     | -      | 75    |
| Tesfom Okbamariam       | Équipe nationale d'Érythrée  | 60      | 3     | 3      | 66    |
| Armindo Fonseca         | Fortuneo-Vital Concept       | 50      | 8     | -      | 58    |
| Adil Jelloul            | Skydive Dubai-Al Ahli Club   | 40      | 14    | -      | 54    |
| Benoît Jarrier          | Fortuneo-Vital Concept       | 35      | 5     | -      | 40    |
| Bryan Nauleau           | Direct Énergie               | 30      | -     | -      | 30    |
| Yauheni Hutarovich      | Fortuneo-Vital Concept       | 3       | 24    | -      | 27    |
| Soufiane Haddi          | Skydive Dubai-Al Ahli Club   | 25      | -     | -      | 25    |
| Elias Afewerki          | Équipe nationale d'Érythrée  | 20      | -     | -      | 20    |
| Nikodemus Holler        | Stradalli-Bike Aid           | 15      | -     | -      | 15    |
| Abderrahmane Bechlaghem | Équipe nationale d'Algérie   | 10      | -     | -      | 10    |
| Tony Hurel              | Direct Énergie               | 5       | 3     | -      | 8     |
| Meron Teshome           | Stradalli-Bike Aid           | 3       | 3     | -      | 6     |
| Joseph Areruya          | Équipe nationale du Rwanda   | -       | 5     | -      | 5     |
| Jean-Claude Uwizeye     | Équipe nationale du Rwanda   | 5       | -     | -      | 5     |
| Hafetab Weldu           | Équipe nationale d’Éthiopie  | 5       | -     | -      | 5     |
| Flávio Cardoso          | Funvic Soul Cycles-Carrefour | 3       | -     | -      | 3     |
| Brice Feillu            | Fortuneo-Vital Concept       | 3       | -     | -      | 3     |
| Yohann Gène             | Direct Énergie               | 3       | -     | -      | 3     |
| Camera Hakuzimana       | Équipe nationale du Rwanda   | 3       | -     | -      | 3     |
| Azzedine Lagab          | Équipe nationale d'Algérie   | 3       | -     | -      | 3     |
| Mouhssine Lahsaini      | Équipe nationale du Maroc    | 3       | -     | -      | 3     |
| Hervé Raoul Mba         | Équipe nationale du Cameroun | 3       | -     | -      | 3     |
| Salaheddine Mraouni     | Équipe nationale du Maroc    | -       | 3     | -      | 3     |
| Jean Bosco Nsengimana   | Stradalli-Bike Aid           | 3       | -     | -      | 3     |

## Évolution des classements
| Étape              | Vainqueur          | Classement général | Classement par points | Classement de la montagne | Classement des points chauds | Classement du meilleur jeune | Classement par équipes |
| ------------------ | ------------------ | ------------------ | --------------------- | ------------------------- | ---------------------------- | ---------------------------- | ---------------------- |
| 1                  | Andrea Palini      | Andrea Palini      | Andrea Palini         | Joseph Areruya            | Joseph Areruya               | Fisseha Belay                | Fortuneo-Vital Concept |
| 2                  | Andrea Palini      | Andrea Palini      | Andrea Palini         | Joseph Areruya            | Jean Bosco Nsengimana        | Jean Bosco Nsengimana        | Fortuneo-Vital Concept |
| 3                  | Adrien Petit       | Andrea Palini      | Andrea Palini         | Joseph Areruya            | Tesfom Okbamariam            | Abderrahmane Bechlaghem      | Fortuneo-Vital Concept |
| 4                  | Adil Jelloul       | Andrea Palini      | Andrea Palini         | Temesgen Buru             | Abdelati Saadoune            | Abderrahmane Bechlaghem      | Fortuneo-Vital Concept |
| 5                  | Adrien Petit       | Tesfom Okbamariam  | Andrea Palini         | Patrick Byukusenge        | Tesfom Okbamariam            | Hafetab Weldu                | Fortuneo-Vital Concept |
| 6                  | Adrien Petit       | Adrien Petit       | Andrea Palini         | Patrick Byukusenge        | Tesfom Okbamariam            | Abderrahmane Bechlaghem      | Direct Énergie         |
| 7                  | Yauheni Hutarovich | Adrien Petit       | Andrea Palini         | Aron Debretsion           | Tesfom Okbamariam            | Abderrahmane Bechlaghem      | Direct Énergie         |
| Classements finals | Classements finals | Adrien Petit       | Andrea Palini         | Aron Debretsion           | Tesfom Okbamariam            | Abderrahmane Bechlaghem      | Direct Énergie         |

## Liste des participants
- Liste de départ complète

| Légende                                | Légende                                                                                         | Légende                                | Légende                                                                                                  |
| -------------------------------------- | ----------------------------------------------------------------------------------------------- | -------------------------------------- | --- |
| Num                                    | Dossard de départ porté par le coureur sur cette Tropicale Amissa Bongo                         | Pos                                    | Position finale au classement général                                                                    |
| Leader du classement général           | Indique le vainqueur du classement général                                                      | Leader du classement par points        | Indique le vainqueur du classement par points                                                            |
| Leader du classement de la montagne    | Indique le vainqueur du classement de la montagne                                               | Leader du classement des points chauds | Indique le vainqueur du classement des points chauds                                                     |
| Leader du classement du meilleur jeune | Indique le vainqueur du classement du meilleur jeune                                            |                                        | Indique un maillot de champion national ou mondial, suivi de sa spécialité                               |
| #                                      | Indique la meilleure équipe                                                                     | NP                                     | Indique un coureur qui n'a pas pris le départ d'une étape, suivi du numéro de l'étape où il s'est retiré |
| AB                                     | Indique un coureur qui n'a pas terminé une étape, suivi du numéro de l'étape où il s'est retiré | HD                                     | Indique un coureur qui a terminé une étape hors des délais, suivi du numéro de l'étape                   |
| DSQ                                    | Indique un coureur qui a été disqualifié de la course, suivi du numéro de l'étape               | *                                      | Indique un coureur en lice pour le classement du meilleur jeune (coureurs nés après le 1er janvier 1993) |

| Skydive Dubai-Al Ahli Club SKD    | Skydive Dubai-Al Ahli Club SKD   | Skydive Dubai-Al Ahli Club SKD |
| --------------------------------- | -------------------------------- | ------------------------------ |
| Num                               | Coureur                          | Pos                            |
| 1                                 | Adil Jelloul (MAR)               | 6e                             |
| 2                                 | Soufiane Haddi (MAR) (Route/Clm) | 9e                             |
| 3                                 | Maher Hasnaoui (TUN)             | 72e                            |
| 4                                 | Francisco Mancebo (ESP)          | 46e                            |
| 5                                 | Andrea Palini (ITA)              | 2e                             |
| 6                                 | Ivan Santaromita (ITA)           | DSQ-5                          |
| Directeur sportif : Alberto Volpi |                                  |                                |

| Équipe nationale du Gabon GAB     | Équipe nationale du Gabon GAB | Équipe nationale du Gabon GAB |
| --------------------------------- | ----------------------------- | ----------------------------- |
| Num                               | Coureur                       | Pos                           |
| 11                                | Charles Anguilet (GAB)        | 62e                           |
| 12                                | Paul Moukouda (GAB)*          | AB-7                          |
| 13                                | Léris Moukagni (GAB)          | 65e                           |
| 14                                | Glenn Morvan Moulengui (GAB)* | 45e                           |
| 15                                | Geoffroy Ngandamba (GAB)      | 57e                           |
| 16                                | Cédric Tchouta (GAB)*         | 59e                           |
| Directeur sportif : Abraham Olano |                               |                               |

| Équipe nationale du Maroc MAR     | Équipe nationale du Maroc MAR | Équipe nationale du Maroc MAR |
| --------------------------------- | ----------------------------- | ----------------------------- |
| Num                               | Coureur                       | Pos                           |
| 21                                | Mouhssine Lahsaini (MAR)      | 18e                           |
| 22                                | Essaïd Abelouache (MAR)       | 44e                           |
| 23                                | Mohamed Er Rafai (MAR)        | 58e                           |
| 24                                | Salaheddine Mraouni (MAR)     | 26e                           |
| 25                                | Lahcen Saber (MAR)            | 34e                           |
| 26                                | Abdelati Saadoune (MAR)       | 32e                           |
| Directeur sportif : Mohamed Bilal |                               |                               |

| Direct Énergie # DEN                     | Direct Énergie # DEN   | Direct Énergie # DEN |
| ---------------------------------------- | ---------------------- | -------------------- |
| Num                                      | Coureur                | Pos                  |
| 31                                       | Thomas Voeckler (FRA)  | 53e                  |
| 32                                       | Yohann Gène (FRA)      | 16e                  |
| 33                                       | Tony Hurel (FRA)       | 14e                  |
| 34                                       | Bryan Nauleau (FRA)    | 8e                   |
| 35                                       | Adrien Petit (FRA)     | 1er                  |
| 36                                       | Alexandre Pichot (FRA) | 61e                  |
| Directeur sportif : Jean-René Bernaudeau |                        |                      |

| Équipe nationale d'Érythrée ERI    | Équipe nationale d'Érythrée ERI | Équipe nationale d'Érythrée ERI |
| ---------------------------------- | ------------------------------- | ------------------------------- |
| Num                                | Coureur                         | Pos                             |
| 41                                 | Tesfom Okbamariam (ERI)         | 4e                              |
| 42                                 | Aron Debretsion (ERI)           | 28e                             |
| 43                                 | Mikiel Habtom (ERI)             | 41e                             |
| 44                                 | Yonatan Haile (ERI)*            | 39e                             |
| 45                                 | Million Amanuel (ERI)           | 37e                             |
| 46                                 | Elias Afewerki (ERI)            | 10e                             |
| Directeur sportif : Samsom Solomon |                                 |                                 |

| Équipe nationale du Rwanda RWA    | Équipe nationale du Rwanda RWA | Équipe nationale du Rwanda RWA |
| --------------------------------- | ------------------------------ | ------------------------------ |
| Num                               | Coureur                        | Pos                            |
| 51                                | Janvier Hadi (RWA)             | 51e                            |
| 52                                | Joseph Areruya (RWA)*          | 63e                            |
| 53                                | Emile Bintunimana (RWA)        | AB-5                           |
| 54                                | Patrick Byukusenge (RWA)       | 36e                            |
| 55                                | Camera Hakuzimana (RWA)        | 25e                            |
| 56                                | Jean-Claude Uwizeye (RWA)*     | 15e                            |
| Directeur sportif : Félix Sempoma |                                |                                |

| Fortuneo-Vital Concept FVC        | Fortuneo-Vital Concept FVC  | Fortuneo-Vital Concept FVC |
| --------------------------------- | --------------------------- | -------------------------- |
| Num                               | Coureur                     | Pos                        |
| 61                                | Steven Tronet (FRA) (Route) | 31e                        |
| 62                                | Anthony Delaplace (FRA)     | 3e                         |
| 63                                | Brice Feillu (FRA)          | 23e                        |
| 64                                | Armindo Fonseca (FRA)       | 5e                         |
| 65                                | Yauheni Hutarovich (BLR)    | 19e                        |
| 66                                | Benoît Jarrier (FRA)        | 7e                         |
| Directeur sportif : Denis Leproux |                             |                            |

| Équipe nationale du Cameroun CMR  | Équipe nationale du Cameroun CMR | Équipe nationale du Cameroun CMR |
| --------------------------------- | -------------------------------- | -------------------------------- |
| Num                               | Coureur                          | Pos                              |
| 71                                | Clovis Kamzong (CMR)             | 33e                              |
| 72                                | Yannick Lontsi (CMR)             | 60e                              |
| 73                                | Hervé Raoul Mba (CMR)            | 20e                              |
| 74                                | Gérémie Nzeke (CMR)              | 29e                              |
| 75                                | Damien Teku (CMR)                | 38e                              |
| 76                                | Herman Yemeli (CMR)              | 40e                              |
| Directeur sportif : Deudonné Ntep |                                  |                                  |

| Équipe nationale d'Algérie ALG   | Équipe nationale d'Algérie ALG | Équipe nationale d'Algérie ALG |
| -------------------------------- | ------------------------------ | ------------------------------ |
| Num                              | Coureur                        | Pos                            |
| 81                               | Azzedine Lagab (ALG)           | 24e                            |
| 82                               |                                |                                |
| 83                               | Abderrahmane Bechlaghem (ALG)* | 12e                            |
| 84                               | Abdelkader Belmokhtar (ALG)    | AB-7                           |
| 85                               | Abdelbasset Hannachi (ALG)     | AB-7                           |
| 86                               | Nassim Saidi (ALG)*            | 43e                            |
| Directeur sportif : Michel Thèze |                                |                                |

| Funvic Soul Cycles-Carrefour FSC     | Funvic Soul Cycles-Carrefour FSC | Funvic Soul Cycles-Carrefour FSC |
| ------------------------------------ | -------------------------------- | -------------------------------- |
| Num                                  | Coureur                          | Pos                              |
| 91                                   | Antonio Piedra (ESP)             | 47e                              |
| 92                                   | Murilo Affonso (BRA)             | AB-7                             |
| 93                                   | Kléber Ramos (BRA)               | AB-3                             |
| 94                                   | Magno Nazaret (BRA) (Clm)        | AB-7                             |
| 95                                   | Flávio Cardoso (BRA)             | 17e                              |
| 96                                   | Francisco Chamorro (ARG)         | 68e                              |
| Directeur sportif : Benedito Azevedo |                                  |                                  |

| Équipe nationale d’Éthiopie ETH    | Équipe nationale d’Éthiopie ETH | Équipe nationale d’Éthiopie ETH |
| ---------------------------------- | ------------------------------- | ------------------------------- |
| Num                                | Coureur                         | Pos                             |
| 101                                | Temesgen Buru (ETH)*            | 30e                             |
| 102                                | Fisseha Belay (ETH)*            | 27e                             |
| 103                                | Hafetab Weldu (ETH)*            | 13e                             |
| 104                                | Zeray Weldearegay (ETH)         | 42e                             |
| 105                                | Estifanos Gebresilassie (ETH)   | 67e                             |
| 106                                | Getachew Atsbha (ETH)           | 48e                             |
| Directeur sportif : Misgina Beriha |                                 |                                 |

| Équipe nationale de Côte d'Ivoire CIV | Équipe nationale de Côte d'Ivoire CIV | Équipe nationale de Côte d'Ivoire CIV |
| ------------------------------------- | ------------------------------------- | ------------------------------------- |
| Num                                   | Coureur                               | Pos                                   |
| 111                                   | Issiaka Cissé (CIV)                   | 52e                                   |
| 112                                   | Karamoko Bamba (CIV)*                 | 70e                                   |
| 113                                   | Issiaka Fofana (CIV)                  | 73e                                   |
| 114                                   | Bassirou Konté (CIV)                  | 74e                                   |
| 115                                   | Bolodigui Ouattara (CIV)              | 66e                                   |
| 116                                   | Abou Sanogo (CIV)*                    | 50e                                   |
| Directeur sportif : Karamoko Koné     |                                       |                                       |

| Stradalli-Bike Aid BAI        | Stradalli-Bike Aid BAI       | Stradalli-Bike Aid BAI |
| ----------------------------- | ---------------------------- | ---------------------- |
| Num                           | Coureur                      | Pos                    |
| 121                           | Meron Teshome (ERI)          | 21e                    |
| 122                           | Jean Bosco Nsengimana (RWA)* | 22e                    |
| 123                           | Richard Laizer (TAN)         | NP-5                   |
| 124                           | Joschka Beck (GER)*          | 56e                    |
| 125                           | Damien Garcia (FRA)          | 35e                    |
| 126                           | Nikodemus Holler (GER)       | 11e                    |
| Directeur sportif : Yves Beau |                              |                        |

| Équipe nationale du Burkina Faso BUR     | Équipe nationale du Burkina Faso BUR | Équipe nationale du Burkina Faso BUR |
| ---------------------------------------- | ------------------------------------ | ------------------------------------ |
| Num                                      | Coureur                              | Pos                                  |
| 131                                      | Rasmané Ouédraogo (BUR)              | 71e                                  |
| 132                                      | Seydou Bamogo (BUR)                  | 69e                                  |
| 133                                      | Mathias Sorgho (BUR)                 | 54e                                  |
| 134                                      | Harouna Ilboudo (BUR)                | 55e                                  |
| 135                                      | Salif Yerbanga (BUR)                 | 64e                                  |
| 136                                      | Hamidou Yaméogo (BUR)                | 49e                                  |
| Directeur sportif : Abdul Wahab Sawadogo |                                      |                                      |